# Marathon van Berlijn 2009
De marathon van Berlijn 2009 vond plaats op zondag 20 september 2009. Het was de 36e editie van deze marathon. In totaal finishten 34.994 lopers waarvan 27.934 mannen en 7060 vrouwen.
De Ethiopiër Haile Gebrselassie won de wedstrijd bij de mannen voor de vierde achtereenvolgende maal, maar slaagde er niet in om voor de derde achtereenvolgende maal het wereldrecord aan te scherpen. Hij won de wedstrijd ditmaal in 2:06.08. Bij de vrouwen ging de overwinning eveneens naar Ethiopië; hier was Atsede Habtamu eerste in 2:24.47.
In totaal finishten er 34.994 marathonlopers, waarvan 27.934 mannen en 7060 vrouwen.

## Uitslagen

### Mannen
| rang   | naam                       | land | tijd    |
| ------ | -------------------------- | ---- | ------- |
| Goud   | Haile Gebrselassie         | ETH  | 2:06.08 |
| Zilver | Francis Kiprop             | KEN  | 2:07.04 |
| Brons  | Negari Terfa               | ETH  | 2:07.41 |
| 4      | Dereje Debele Tulu         | ETH  | 2:09.41 |
| 5      | Alfred Kering              | KEN  | 2:09.52 |
| 6      | Girma Assefa               | ETH  | 2:09.58 |
| 7      | Eshetu Wendimu             | ETH  | 2:12.28 |
| 8      | Atsushi Fujita             | JPN  | 2:12.54 |
| 9      | Kensuke Takahashi          | JPN  | 2:13.00 |
| 10     | Cuthbert Nyasango          | ZIM  | 2:13.19 |
| 11     | Maswai Tanui               | KEN  | 2:13.27 |
| 12     | Asnake Fekadu              | ETH  | 2:15.05 |
| 13     | Thomas Abyu                | GBR  | 2:15.35 |
| 14     | Vincent Krop               | KEN  | 2:16.15 |
| 15     | Jesper Faurschou           | DEN  | 2:17.33 |
| 16     | Luis Alberto Rivera Rivera | USA  | 2:17.59 |
| 17     | Christian Seiler           | GER  | 2:18.11 |
| 18     | Markus Hohenwarter         | AUT  | 2:18.47 |
| 19     | Boash Mayaka               | KEN  | 2:19.52 |
| 20     | Erik Hass                  | GER  | 2:21.39 |

### Vrouwen
| rang   | naam                   | land | tijd    |
| ------ | ---------------------- | ---- | ------- |
| Goud   | Atsede Habtamu         | ETH  | 2:24.47 |
| Zilver | Silvia Skvortsova      | RUS  | 2:26.24 |
| Brons  | Mamitu Daska           | ETH  | 2:26.38 |
| 4      | Rosaria Console        | ITA  | 2:26.45 |
| 5      | Genet Getaneh          | ETH  | 2:27.09 |
| 6      | Leah Malot             | KEN  | 2:29.17 |
| 7      | Tatjana Arysova        | POL  | 2:32.17 |
| 8      | Jacqueline Nyetipei    | KEN  | 2:34.16 |
| 9      | Maja Neuenschwander    | SUI  | 2:35.44 |
| 10     | Hayley Haining         | GBR  | 2:36.08 |
| 11     | Melanie Schulz         | GER  | 2:44.56 |
| 12     | Anne-Sofie Pade Hansen | DEN  | 2:45.11 |
| 13     | Elena Fratus           | ITA  | 2:47.30 |
| 14     | Svetlana Bahmend       | ISR  | 2:47.36 |
| 15     | Barbara Molnar         | HUN  | 2:48.26 |
| 16     | Silke Bittel           | GER  | 2:49.48 |
| 17     | Vibeke Houlborg        | DEN  | 2:51.40 |
| 18     | Kathrine Tilma         | DEN  | 2:51.37 |
| 19     | Lone balling Hansen    | DEN  | 2:53.22 |
| 20     | Leena Puotiniemi       | FIN  | 2:53.55 |

1974 ·
1975 ·
1976 ·
1977 ·
1978 ·
1979 ·
1980 ·
1981 ·
1982 ·
1983 ·
1984 ·
1985 ·
1986 ·
1987 ·
1988 ·
1989 ·
1990 ·
1991 ·
1992 ·
1993 ·
1994 ·
1995 ·
1996 ·
1997 ·
1998 ·
1999 ·
2000 ·
2001 ·
2002 ·
2003 ·
2004 ·
2005 ·
2006 ·
2007 ·
2008 ·
2009 ·
2010 ·
2011 ·
2012 ·
2013 ·
2014 ·
2015 ·
2016 ·
2017 ·
2018